# Pietro Cantore
Pietro Cantore, noto anche come Petrus Cantor (... – Longpont, 1197), è stato un teologo francese attivo in Francia nel XII secolo.

## Biografia
Nacque nella regione di Beauvais o in quella di Reims, dove venne educato alla scuola della cattedrale.
Nel 1170 era canonico a Parigi e professore alla scuola della cattedrale; tra 1180 e 1184 venne nominato cantore, da qui il suo soprannome (Petrus Cantor, Parisiensis o Cantor). Per le sue conoscenze nel campo del diritto canonico venne scelto più volte come giudice ecclesiastico, e in particolare, nel 1196, per il caso del divorzio fra Philippe Auguste e la regina Isambour, che venne discusso a Compiègne. Nel 1191 fu nominato vescovo di Tournai, ma la nomina venne annullata dall'arcivescovo di Reims Guillaume de Champagne. Alla morte di Maurice de Sully nel 1196, fu nominato vescovo di Parigi, ma rifiutò l'incarico.
Fu autore di molti importanti libri che nell'insieme testimoniano la sua capacità esplicativa e la sua profondità teologica ed esegetica.
Redasse testi di commento alle scritture che fossero d'ausilio agli studenti, poiché considerava l'esegesi alla base di qualsiasi attività teologica.
Della sua produzione è importante ricordare la somma "De Sacramentis": si tratta di una collezione di "distinctiones" che dà origine ad un vero dizionario teologico.
Lo storico Jacques Le Goff gli attribuì l'uso per la prima volta del termine purgatorium come sostantivo, tappa decisiva per la creazione del concetto di purgatorio.
Nel 1196, venne eletto decano del capitolo dei canonici della Cattedrale di Reims. Durante il viaggio da Parigi, si fermò all'abbazia cistercense di Longpont, presso Soissons dove si ammalò e poi morì ed ivi venne sepolto.
Nel menologio dei cistercensi è considerato un membro dell'Ordine e celebrato il 19 maggio.

## Opere
Fu autore di commenti su tutti i libri della Bibbia ad eccezione del Levitico e dei libri di Giuditta, Ester e Tobia. Ci ha lasciato anche una introduzione alla lettura della Bibbia, intitolata De tropis theologicis, o De contrarietate Scripturae, o ancora De tropis loquendi, dove propone delle soluzioni alle contraddizioni che sembrano esistere in alcuni passaggi.
Altre sue opere sono: la Summa de sacramentis et animae consiliis, in cui fornisce delle informazioni sulle istituzioni e le usanze religiose del tempo; le Distinctiones, o Summa quae dicitur Abel, un dizionario teologico organizzato in ordine alfabetico; il Verbum Abbreviatum, compendio di sermoni nei quali esorta il clero e in particolare i monaci, alla virtù; e il Contra monachos proprietarios.
Enunciò le tre funzioni del maestro teologo (magister in sacra pagina): leggere (commentare la Bibbia), tenere delle discussioni (animare i dibattiti con obiezioni e risposte), predicare (pronunciare dei sermoni):
(cit. dal Verbum adbreviatum I, 1, tr. it. p. 307)

## Edizioni
- Patrologie Latine, 205, col. 9-554 Disponibile online
- An Edition of the Long Version of Peter the Chanter's Verbum Abbreviatum Petri Cantoris Parisiensis. Verbum adbreviatum. Textus conflatus, éd. Monique Boutry, Corpus Christianorum. Continuatio Mediaevalis, 196, Turnhout, Brepols, 2004
- Verbum abbrevieatum, su gallica.bnf.fr.